# Лисюк Панас Павлович
Панас Павлович Лисюк (1 лютого 1922, с. Миньківці, Сквирський повіт, Київська губернія, УРСР — 30 вересня 2012, м. Київ, Україна) — український літературознавець, критик і публіцист, кандидат філологічних наук (1976), член Національної спілки письменників України (1954).

## Життєпис
Панас Лисюк народився 1 лютого 1922 року в селі Миньківці (з 2020 року — Сквирської міської територіальної громади Білоцерківського району) на Київщині. Брав участь у німецько-радянській війні. Демобілізувавшись вступив до Київського педагогічного інституту, який закінчив в 1948 році. У 1952—1974 роках Панас Лисюк працював у редакції журналів «Вітчизна» й «Радянське літературознавство», а потім — у видавництвах «Дніпро» та «Наукова думка». З 1969 року працюючи у редакціях почав займатися науковою діяльністю. Зокрема, обіймав посаду наукового редактора видавництва Київського державного університету імені Т. Г. Шевченка. В 1976 році захистив кандидатську дисертацію та перейшов на викладацьку роботу — працював старшим викладачем української літератури в Київському державному інституті культури — до 1987 року.

## Творчість та наукова діяльність
Вчений досліджував творчість Тараса Шевченка, Івана Франка, Павла Грабовського та Степана Руданського. Панас Лисюк — автор рецензії «Цінне починання» на збірку статей «Т. Г. Шевченко в критиці» (Київ, 1953; «Вітчизна», 1954, № 5), наукової розвідки «Іван Франко про Тараса Шевченка» («Вітчизна», 1956, № 3). У цій праці автор уперше ґрунтовно проаналізовав рукописний конспект Івана Франка «Політична поезія Т. Шевченка». Дослідник створив цілий ряд наукових статей «Т. Шевченко і наша сучасність» (1973), «Боротьба за спадщину Т. Шевченка в Галичині» (1979), «Сила і краса рідної літератури» (1989) тощо. Панасові Лисюку, як письменнику належить післямови до повісті «Тіні забутих предків» Михайла Коцюбинського, яка побачила світ 1957 року.

### Праці
- Літературно-естетичні погляди Івана Франка. Київ, 1951;
- Павло Грабовський. 1952; Степан Руданський. Київ, 1959;
- Співець братерства нового: [Про І. Франка]. Київ: Т-во «Знання» УРСР, 1966. — 60, [3] c. : іл.